# Rosa M. Delor i Muns
Rosa M. Delor i Muns (Barcelona, 22 de novembre de 1943), és una assagista i crítica literària catalana, especialitzada en literatura catalana contemporània.
Doctora en filologia catalana per la Universitat de Barcelona, en la seva tesi (Per una hermenèutica de l'obra de Salvador Espriu. (1929-1948)) fa un assaig de reconstrucció de la biografia de l'Espriu dels anys foscos a través de la lectura hermenèutica dels propis textos d'aquest, entesos com a instància dialèctica entre el jo narrador i la seva circumstància: el país, la cultura, la política, la dimensió ètica i metafísica de l'home. Hi defensa que la influència de la generació del 98 (Unamuno i Valle Inclán) així com la del 1914 (Miró, Ortega) ajuden a confegir l'etopeia d'un Espriu primordialment narrador, més tard abocat al teatre i a la poesia, en uns anys conflictius que marcaran per sempre més la seva literatura. Durant tota la seva trajectòria professional ha aprofundit de forma intensa i extensa en l'estudi de Salvador Espriu i de la seva obra, esdevenint-ne una preeminent especialista. Ha estat la directora de l'edició de les "Obres Completes - Edició Crítica" de Salvador Espriu, en 18 volums i dos volums annexes.
Ha conreat l'estudi de la càbala, tant en relació amb l'obra d'Espriu, a qui considera un cabalista, com també en l'obra de Miguel de Unamuno, posant de manifest l'estructura cabalística amb la qual aquest va bastir la seva obra El Cristo de Velázquez i, al seu torn, la influència unamuniana en l'obra del poeta mallorquí Joan Alcover, en especial pel que fa a la presència de la cabalística en els Poemes bíblics d'aquest darrer.
Rosa M. Delor apareix en el film de José Luis Guerín La academia de las musas (2015), on s'interpreta ella mateixa.

## Obra
- 1989  Salvador Espriu, o "El cercle obsessiu de les coses".  Barcelona: Publicacions de l'Abadia de Montserrat, 1989 (Biblioteca Serra d'Or, 89). ISBN 9788478260423.
- 1993  Salvador Espriu, els anys d'aprenentatge (1929-1943).  Barcelona: Edicions 62, 1993 (Estudis i documents, 47). ISBN 9788429736809.
- 1993  La mort com a intercanvi simbòlic: Bartomeu Rosselló-Pòrcel i Salvador Espriu : diàleg intertextual (1934-1984).  Barcelona: Publicacions de l'Abadia de Montserrat, 1993 (Biblioteca Serra d'Or, 127). ISBN 9788478264728.
- 2014  Càbala i Espriu. Una poètica de la llum.  Clipmèdia, 2014. ISBN 9788493957247.
- 2017  El secret de Joan Alcover: poemes bíblics i la Càbala Lul·liana.  Barcelona: Publicacions de l'Abadia de Montserrat, 2017, p. 224 (Biblioteca Miquel dels Sants Oliver, 50). ISBN 9788498839227.